# فرودگاه برلین تگل
فرودگاه برلین تِگِل "اوتو لیلینتال" (آلمانی: Flughafen Berlin-Tegel "Otto Lilienthal") (یاتا: TXL، ایکائو: EDDT) اولین فرودگاه بین‌المللی و تا پیش از تعطیلی فرودگاه اصلی شهر برلین، پایتخت کشور آلمان بود که در برلین غربی قرار داشت. از دیگر فرودگاه‌های شهر برلین، فرودگاه برلین شونفلد بزرگ‌تر بود که آن نیز تعطیل شده است. این فرودگاه به افتخار اوتو لیلینتال نام‌گذاری شده‌ بود و با جابه‌جایی بیش از ۲۰٫۷ میلیون مسافر در سال ۲۰۱۴ میلادی، چهارمین فرودگاه پررفت‌وآمد در آلمان محسوب می‌شد.
با آغاز به کار فرودگاه برلین براندنبورگ در روز ۳۱ اکتبر ۲۰۲۰، پروازهای فرودگاه برلین تگل طبق برنامه زمانی تا ۷ نوامبر به فرودگاه برلین براندنبورگ منتقل شدند و فرودگاه تگل در روز ۸ نوامبر ۲۰۲۰ تعطیل شد.